# Milhars
Milhars település Franciaországban, Tarn megyében. Lakosainak száma 231 fő (2022. január 1.). Milhars Marnaves, Montrosier, Mouzieys-Panens, Le Riols, Roussayrolles, Saint-Martin-Laguépie, Féneyrols és Varen községekkel határos.

## Népesség
A település népességének változása:
| Lakosok száma | 233  | 233  | 239  | 239  | 244  | 247  | 242  | 237  | 231  |
|               | 2013 | 2015 | 2016 | 2017 | 2018 | 2019 | 2020 | 2021 | 2022 |